# Mansoor Khan
Mansoor Hussain Khan (ur. w Hajdarabad) – bollywoodzki reżyser i scenarzysta filmowy. Syn reżysera i producenta Nasir Hussaina, kuzyn aktora Aamir Khana, który zyskał sławę debiutując u niego w 1988 roku Qayamat Se Qayamat Tak. Dużą popularnościa cieszyły się dwa kolejne filmy reżysera z Aamir Khanem  – Jo Jeeta Wohi Sikandar i Akele Hum Akele Tum. Ostatni film M. Khan zrealizował z Shah Rukh Khanem (Aamir Khan nie zagrał zbyt małej roli jego protagonisty).

## Filmografia
Reżyser
- Namiętność (Josh, 2000)
- Akele Hum Akele Tum (1995)
- Jo Jeeta Wohi Sikandar (1992)
- Qayamat Se Qayamat Tak (1988)

Scenarzysta
- Namiętność (Josh, 2000)
- Akele Hum Akele Tum (1995)
- Jo Jeeta Wohi Sikandar (1992)

## Nagrody i nominacje
- Nagroda Filmfare dla Najlepszego Reżysera – Qayamat Se Qayamat Tak
- nominacja do  Nagrody Filmfare dla Najlepszego Reżysera – Namiętność

nominacja do  Nagrody Filmfare dla Najlepszego Filmu – Namiętność
- nominacja do  Nagrody Filmfare dla Najlepszego Reżysera – Akele Hum Akele Tum
- nominacja do Nagrody IIFA dla Najlepszego Reżysera – Namiętność